# 燕郡
燕郡，中国曹魏时设置的郡、國。

## 建置沿革
魏明帝太和六年（232年），進封單父王曹宇為燕王，改廣陽郡為燕國，治所在薊縣（今北京市西城區），属幽州。辖境相当今北京市昌平區到河北省廊坊市一帶。燕國領五縣：薊、安次、昌平、軍都、廣陽。
晉武帝咸寧三年（277年），調整燕國等級為次國（食邑萬戶），遂將漁陽郡併入燕國。燕國增五縣：潞、安樂（公國）、泉州、雍奴、狐奴。晉惠帝太安元年（302年），國除為燕郡，復置漁陽郡。光熙元年（306年），博陵公王浚增封燕國。晉愍帝建興二年（314年），石勒攻佔燕國，殺王浚，國除為燕郡。
十六國時期，燕郡相繼為石勒（314年）、段部鮮卑（314年－319年）、後趙（319年－350年）、前燕（350年－370年）、前秦（370年－385年）、後燕（385年－399年）所有。
北魏時，燕郡領五縣：薊、安城（安次改名）、軍都（昌平併入）、廣陽、良鄉（舊屬范陽郡）。隋文帝開皇三年（583年），廢燕郡，領縣直屬幽州。

## 人口
- 晉武帝太康中（280年－289年），燕國有29000戶。[4]
- 東魏孝靜帝武定中（543年－550年），燕郡有5748戶，22559口。[7]

## 行政長官

### 燕相（232年－289年）
- 夏侯惠，字稚權，譙國譙人，曹魏時在任。[8]

### 燕相（306年－314年）
- 胡矩，晉懷帝永嘉五年（311年）前後在任。[9]

### 燕郡太守（314年－319年）
- 阳裕，字士伦，北平无终人，段部鮮卑大興二年（319年）以郡降後趙。[10]

### 燕郡太守（－577年）
- 高湖，字大渊，勃海蓨人，後燕長樂元年（399年）以郡降北魏。[11]
- 費郁，代人，北魏明元帝泰常末出任。[12]
- 黎嶷，河間鄚人，北魏太武帝時在任。[13]
- 盧道將，字祖業，范陽涿人。[14]
- 綦連元成，代人。[15]
- 鄭士恭，滎陽開封人，北魏孝明帝時在任。[16]
- 韋嵩景，京兆杜陵人，東魏孝靜帝武定中在任。[17]
- 馬嗣明，北齊後主武平三年（572年）前後代理。[18]

## 國主
- 燕王曹宇，232年－265年在位。
- 燕王司馬機，265年－？在位。
  -     - 燕王司馬幾（繼孫），？－302年在位。
- 博陵公王浚，306年－314年別封燕國。
- 赵王石勒，319年－330年在位，燕郡為趙國封內的二十四郡之一。[19]
- 燕公－燕王石斌，337年－349年－349年在位。